# Резекція шлунка
Резекцією шлунка називають операцію, при якій видаляється значна частина шлунка, після чого відновлюється безперервність травного тракту.

## Історія
Перша успішна резекція шлунка була проведена Теодором Більротом 29 січня 1881 року з приводу раку воротаря шлунка. Наступна успішна операція була виконана першим асистентом Більрота — Wolfler 8 квітня 1881 року. Цей пацієнт був першим з тих, хто жив після операції з приводу раку шлунка п'ять років.

## Суть операції
Коли говорять просто «резекція шлунка», то мають на увазі дистальную резекцію шлунка — видалення нижніх 2/3 і 3/4 його. Одним з варіантів цієї операції є видалення антральної частини шлунка, що становить близько 1/3 всього шлунка, а також резекція, при якій видаляється майже весь шлунок, залишається тільки ділянку шириною в 2—3 см у верхній його частині. Проксимальною резекцією шлунка називають видалення верхньої його частини разом з кардіальною частиною, нижня частина зберігається в різних ступеня. У виняткових випадках, наприклад, з метою видалення доброякісної пухлини, проводиться кільцеподібна сегментарна резекція шлунка: нижня і верхня частини шлунка зберігаються, середня — видаляється. Повне видалення шлунка називається гастректомія або тотальна гастректомія.
Дистальна гастректомія, гастропілоректомія — те ж саме, що і типова резекція шлунка — видалення 65—70 % нижньої частини шлунка. Анатомічно видаляється майже половина тіла шлунка, антральная частина його і воротар.
Мета резекції шлунка різна в залежності від показань для операції. Два найчастіших захворювання, з приводу яких вона проводиться, — це карцинома і виразкова хвороба.

## Мета операції при раку шлунка
Рак шлунка в ранній стадії — одна з найбільш легко оперованих і в той же час найбільш важко розпізнаваних пухлин. Перед хірургом стоїть завдання радикально усунути всі пухлинні тканини з метою ліквідації метастазів. Найчастіші шляхи поширення раку шлунка:
- поширення в межах стінки шлунка;
- безпосередній перехід на сусідні з шлунком органи;
- лімфогенні метастази;
- гематогенні метастази;
- канцероматозна імплантація очеревини.

З хірургічної точки зору, особливо велике значення мають перші три види поширення пухлин. Приблизно в 10 % випадків раку шлунка показана резекція 2/3 шлунка.[джерело?] Приблизно в 60 % випадків раку шлунка доводиться виконувати субтотальну резекцію, так як тільки цей обсяг втручання надає можливість для видалення широкої лімфатичної мережі.

## Мета операції при виразковій хворобі
Резекція при виразковій хворобі шлунка має такі дві основні мети. З одного боку, в ході цієї операції необхідно видалити з організму хворобливий, череватий небезпеками патологічну ділянку — виразку, а з іншого боку, слід запобігти рецидиву виразки на збереження здорової шлунково-кишкової стінки. В даний час завдяки успіхам антигелікобактерної терапії резекція, що має ряд серйозних ускладнень, застосовується рідко, зазвичай в разі виразок великого розміру або ускладнилися важким рубцевим стенозом шлунка.

## Техніка операції
Існує величезна кількість різних способів резекції шлунка і відновлення шлунково-кишкового тракту (ШКТ). У 1881 році, Теодор Більрот провів резекцію шлунка, в якій для відновлення безперервності шлунково-кишкового тракту наклав анастомоз між залишками верхньою куксою шлунка і куксою дванадцятипалої кишки. Цей спосіб отримав назву Більрот I. Так само, в 1885 році, все той же Більротом, був запропонований ще один спосіб відновлення безперервності шлунково-кишкового тракту, шляхом накладення анастомозу між залишками куксою шлунка і тонкою кишкою. Кукса дванадцятипалої кишки вшивається. Цей спосіб отримав назву Більрот II. Ці способи застосовуються до цих пір, але в останні роки повсюдно панує прагнення оперувати за способом Більрот I і тільки при неможливості виконати цю операцію вдаються до способу Більрот II.

## Метод Більрот I
Проводиться формування анастомозу між куксою шлунка і 12-палої кишки по типу «кінець-в-кінець». Перевагами методу є:
- Збереження анатомо-фізіологічного шляху їжі
- Адекватна резервуарна функція кукси шлунка
- Відсутність прямого контакту слизової оболонки шлунка зі слизовою оболонкою тонкої кишки, що повністю виключає утворення пептичних виразок аностомозу
- Технічна простота і швидкість виконання операції

Недоліки: можливість натягу тканин в області анастомозу кукси шлунка і дванадцятипалої кишки і наявність у верхній частині гастроентероанастомоза стику трьох швів. Обидві особливості можуть призвести до прорізування швів і викликати неспроможність анастомозу. При дотриманні правильної техніки операції можна уникнути впливу цих несприятливих факторів.

## Метод Більрот II
за Більрот II — накладення широкого анастомозу між куксою шлунка і початковою частиною тонкої кишки по типу «бік-в-бік». Застосовується зазвичай у разі неможливості створити гастроентероанастомоз попереднім способом.
Може виконуватись в різних модифікаціях, зокрема:
- за Гофмейстером-Фінстерером — модифікація попереднього способу. Кукса дванадцятипалої кишки при цьому способі вшиваються наглухо, анастомоз (дещо вужчий за рахунок часткового ушивання проксимальної частини кукси шлунка) накладається між куксою шлунка і тонкою кишкою в ізоперистальтичному напрямку по типу «кінець-в-бік». Петлю тонкої кишки підводять до культі шлунка позаду поперечної ободової кишки через отвір в її брижі. В даний час визнано, що цей спосіб має багато недоліків: одностороннє вилучення зі травного тракту дванадцятипалої кишки, загроза недостатності швів кукси дванадцятипалої кишки, розвиток післяопераційних ускладнень: синдрому привідної петлі, демпінг-синдрому, дуоденогастрального рефлюксу з розвитком хронічного атрофічного гастриту.
- за Ру — ушивання проксимального кінця дванадцятипалої кишки, розсічення тонкої кишки з формуванням анастомозу між куксою шлунка і дистальним кінцем тонкої кишки. Проксимальний кінець тонкої кишки (з дванадцятипалої кишкою) при цьому з'єднується (кінець-в-бік) зі стінкою тонкої кишки нижче місця гастроеюнального анастомозу. Цей спосіб забезпечує профілактику дуоденогастрального рефлюксу.
- за Бальфуру.